# توماس بوی
توماس بوی (انگلیسی: Tomás Boy; ۲۸ ژوئن ۱۹۵۱ – ۸ مارس ۲۰۲۲) بازیکن و مربی فوتبال اهل مکزیک بود.
از باشگاه‌هایی که در آن بازی کرده‌است می‌توان به باشگاه فوتبال کروز آزول و باشگاه فوتبال تیگرس اونال اشاره کرد.
وی همچنین در تیم ملی فوتبال مکزیک بازی کرده‌است.